# Vinod Dham
Vinod Dham (1950–) indiai mérnök. A Pentium atyjaként vált ismertté.
1950-ben született, és az Indiai Pune városában nőtt fel. Mérnöki diplomáját a Delhi-i Mérnöki Főiskolán szerezte. Az Egyesült Államokban az Intelnek dolgozott (egy időben alelnökként), majd a NexGen, AMD, Silicon Spice és egyéb high-tech cégeknek. Társalapítója a New Path Ventures-nek.